# Nicholas Britell
Nicholas Jonathan Britell (17 oktober 1980) is een Amerikaans componist van filmmuziek.

## Biografie
Nicholas Britell groeide op in een joodse familie uit New York. Hij studeerde aan Juilliard School en Harvard. Tijdens zijn studiejaren maakte hij als toetsenist deel uit van een instrumentale hiphopgroep. Britell verklaarde in 2012 dat zijn werk geïnspireerd werd door uiteenlopende artiesten als Wolfgang Amadeus Mozart, Sergej Prokofjev, DJ Premier en Dr. Dre.

## Carrière
In 2008 speelde Britell zijn eigen compositie, Forgotten Waltz No. 2, in Natalie Portmans korte film Eve. Daarnaast werkte hij met Portman ook samen aan de anthologiefilm New York, I Love You (2008) en de Israëlische dramafilm A Tale of Love and Darkness (2015). 
In 2012 mocht hij de muziek componeren van de documentaire Haiti: Where Did the Money Go en de filmkomedie Gimme the Loot. Een jaar later werkte hij ook mee aan de Oscarwinnende film 12 Years a Slave (2013). De muziek voor die film werd gecomponeerd door Hans Zimmer, maar Britell mocht van regisseur Steve McQueen enkele nummers componeren die het hoofdpersonage, de violist Solomon Northup, zou gehoord en gespeeld kunnen hebben tijdens de jaren 1840.
In de daaropvolgende jaren mocht Britell steeds vaker filmmuziek componeren. Met filmmaker Adam McKay werkte hij samen aan The Big Short (2015) en Vice (2018). Voor regisseur Barry Jenkins componeerde hij de muziek van Moonlight (2016) en If Beale Street Could Talk (2018). Voor Moonlight ontving Britell zijn eerste Oscarnominatie.

## Filmografie

### Films
| Jaar | Titel                       | Opmerkingen               |
| ---- | --------------------------- | ------------------------- |
| 2005 | Domino One                  |                           |
| 2008 | New York, I Love You        | segment "Natalie Portman" |
| 2012 | Gimme the Loot              |                           |
| 2015 | A Tale of Love and Darkness |                           |
| 2015 | The Big Short               |                           |
| 2016 | Free State of Jones         |                           |
| 2016 | Moonlight                   |                           |
| 2016 | Tramps                      |                           |
| 2017 | Battle of the Sexes         |                           |
| 2018 | If Beale Street Could Talk  |                           |
| 2018 | Vice                        |                           |
| 2019 | The King                    |                           |
| 2021 | Cruella                     |                           |
| 2021 | Italian Studies             |                           |
| 2021 | Don't Look Up               |                           |
| 2022 | Carmen                      |                           |
| 2022 | She Said                    |                           |

### Televisieseries
| Jaar | Titel                                        | Opmerkingen        |
| ---- | -------------------------------------------- | ------------------ |
| 2018 | Succession                                   | 2018-2023          |
| 2021 | The Underground Railroad                     |                    |
| 2022 | Winning Time: The Rise of the Lakers Dynasty | met Robert Glasper |
| 2022 | Andor                                        |                    |

### Documentaires
| Jaar | Titel            | Opmerkingen |
| ---- | ---------------- | ----------- |
| 2015 | The Seventh Fire |             |
| 2015 | The Uncondemned  |             |

### Additionele muziek
Als aanvullende componist.
| Jaar | Titel            | Opmerkingen      |
| ---- | ---------------- | ---------------- |
| 2013 | 12 Years a Slave | voor Hans Zimmer |
| 2024 | Blitz            | voor Hans Zimmer |

## Prijzen en nominaties

### Academy Awards
| Prijs | Titel                      | Categorie        | Uitslag     |
| ----- | -------------------------- | ---------------- | ----------- |
| 2017  | Moonlight                  | Beste filmmuziek | Genomineerd |
| 2019  | If Beale Street Could Talk | Beste filmmuziek | Genomineerd |
| 2022  | Don't Look Up              | Beste filmmuziek | Genomineerd |

### BAFTA Awards
| Prijs | Titel                      | Categorie        | Uitslag     |
| ----- | -------------------------- | ---------------- | ----------- |
| 2019  | If Beale Street Could Talk | Beste filmmuziek | Genomineerd |
| 2022  | Don't Look Up              | Beste filmmuziek | Genomineerd |

### Emmy Awards
| Prijs | Titel                    | Categorie | Uitslag     |
| ----- | ------------------------ | --- | ----------- |
| 2019  | Succession               | Beste titelmuziek | Gewonnen    |
| 2020  | Succession               | Beste muziekcompositie voor een serie (originele dramatische muziek), voor afl. "This Is Not for Tears"                                         | Genomineerd |
| 2021  | The Underground Railroad | Beste muziekcompositie voor een beperkte anthology-serie, film of special (originele dramatische muziek), voor afl. "Chapter 2: South Carolina" | Genomineerd |
| 2022  | Succession               | Beste muziekcompositie voor een serie (originele dramatische muziek), voor afl. "Chiantishire"                                                  | Genomineerd |
| 2023  | Andor                    | Beste titelmuziek | Genomineerd |
| 2023  | Andor                    | Beste muziekcompositie voor een serie (originele dramatische muziek), voor afl. "Rix Road"                                                      | Genomineerd |
| 2023  | Succession               | Beste muziekcompositie voor een serie (originele dramatische muziek), voor afl. "Connor's Wedding"                                              | Genomineerd |

### Golden Globe Awards
| Prijs | Titel     | Categorie        | Uitslag     |
| ----- | --------- | ---------------- | ----------- |
| 2017  | Moonlight | Beste filmmuziek | Genomineerd |

### Grammy Awards
| Jaar | Titel                | Categorie                                     | Uitslag     |
| ---- | -------------------- | --------------------------------------------- | ----------- |
| 2023 | Succession: Season 3 | Beste partituur soundtrack voor visuele media | Genomineerd |

- Biblioteca Nacional de España: XX5647055
- Bibliothèque nationale de France: cb16966651s (data)
- Catàleg d'autoritats de noms i títols de Catalunya: 981058609989406706
- Gemeinsame Normdatei: 1103471031
- International Standard Name Identifier: 0000 0004 4947 9438
- Library of Congress Control Number: no2016048562
- MusicBrainz: afa80039-cd8a-47ae-947e-538df896586f
- Nationale Bibliotheek van Tsjechië: xx0216959
- Nationale Bibliotheek van Israël: 987007362212405171
- Nederlandse Thesaurus van Auteursnamen: 40917243X
- Réseau des bibliothèques de Suisse occidentale: 02-A024071894
- Système universitaire de documentation: 180039474
- Virtual International Authority File: 315951213
- WorldCat: E39PBJjMBFD9ckkRgVcQYTXWXd